# Округ Картерет (Северна Каролина)
Картерет (енгл. Carteret County) је округ у америчкој савезној држави Северна Каролина.

## Демографија
По попису из 2010. године број становника је 66.469, што је 7.086 (11,9%) становника више него 2000. године.
| Група             | 2000.          | 2010.          |
| Белци             | 53.041 (89,3%) | 58.101 (87,4%) |
| Афроамериканци    | 4.151 (7,0%)   | 4.041 (6,1%)   |
| Азијати           | 323 (0,5%)     | 580 (0,9%)     |
| Хиспаноамериканци | 1.035 (1,7%)   | 2.241 (3,4%)   |
| Укупно            | 59.383         | 66.469         |